# Trilla (vagntyp)
Trilla är en tvåsitsig enspänd öppen åkvagn med fyra hjul och fjädring, vanligen med två framåtvända säten.
Trillorna var de första fjädrade resvagnar som i Sverige började spridas utanför ståndspersonernas krets.